# Theristus oistospiculum
Theristus oistospiculum är en rundmaskart som först beskrevs av Allgen 1932.  Theristus oistospiculum ingår i släktet Theristus och familjen Monhysteridae. Inga underarter finns listade i Catalogue of Life.